# Anders Ahlgren
Anders Oscar Ahlgren, född 12 februari 1888 i Malmö Sankt Petri församling, Malmö, död 27 december 1976 i Södra Sallerups församling, Malmöhus län, var en svensk brottare. 
Han deltog i Olympiska sommarspelen 1912 och Olympiska sommarspelen 1920. 
Ahlgren vann 1912 silvermedalj i mellanvikt B. Han brottades i nio timmar med den finländske brottaren Ivar Böhling innan matchen förklarades oavgjord. Domarna ville inte dela ut guldmedaljen, eftersom de menade att en guldmedaljör måste vinna finalmatchen. Därför fick båda silver.
Anders Ahlgren är begravd på Sankt Pauli norra kyrkogård i Malmö.